# Седжата (комуна)
Седжата (рум. Săgeata) — комуна у повіті Бузеу в Румунії. До складу комуни входять такі села (дані про населення за 2002 рік):
- Баніца (429 осіб)
- Бейлік (448 осіб)
- Бордушань (443 особи)
- Гевенешть (1241 особа)
- Димброка (1324 особи)
- Мовіліца (22 особи)
- Седжата (1576 осіб) — адміністративний центр комуни

Комуна розташована на відстані 101 км на північний схід від Бухареста, 13 км на південний схід від Бузеу, 89 км на південний захід від Галаца, 123 км на південний схід від Брашова.

## Населення
За даними перепису населення 2002 року у комуні проживали 5483 особи.
Національний склад населення комуни:
| Національність | Кількість осіб | Відсоток |
| -------------- | -------------- | -------- |
| румуни         | 5441           | 99,2%    |
| цигани         | 38             | 0,7%     |
| угорці         | 3              | 0,1%     |
| турки          | 1              | < 0,1%   |

Рідною мовою назвали:
| Мова      | Кількість осіб | Відсоток |
| --------- | -------------- | -------- |
| румунська | 5479           | 99,9%    |
| угорська  | 3              | 0,1%     |
| турецька  | 1              | < 0,1%   |

Склад населення комуни за віросповіданням:
| Релігія       | Кількість осіб | Відсоток |
| ------------- | -------------- | -------- |
| православні   | 5477           | 99,9%    |
| римо-католики | 3              | 0,1%     |
| баптисти      | 2              | < 0,1%   |
| мусульмани    | 1              | < 0,1%   |